# Alfred C. Abadie
Alfred Camille Abadie (New York, 9 dicembre 1878 – San Francisco, 1º gennaio 1950) è stato un attore, sceneggiatore e produttore cinematografico statunitense.

## Biografia
Nel 1903 recitò nel film The Great Train Robbery di Edwin S. Porter.

## Filmografia parziale

### Attore
- What Happened on Twenty-third Street, New York City – cortometraggio (1901)
- The Great Train Robbery, regia di Edwin S. Porter (1903)

### Sceneggiatore
- Birth (1917)

### Produttore
- Turning the Tables, regia di Edwin S. Porter (1903)

### Regista
- Orphans in the Surf - cortometraggio (1903)
- Baby Class at Lunch - cortometraggio (1903)
- Move On - cortometraggio (1903)
- The Great Fire Ruins, Coney Island - cortometraggio (1903)
- Annual Baby Parade, 1904, Asbury Park, N.J. - cortometraggio (1904)